# Oswaldo Palencia
Oswaldo Enrique Palencia (La Azulita, 1 de febrero de 1970) es un exfutbolista venezolano, que durante su carrera jugaba como delantero.

## Carrera

### Clubes
Palencia se inició como futbolista en 1992, al unirse a las filas de los Estudiantes de Mérida. Luego de jugar allí por varias temporadas, en 1996 pasó a integrar la plantilla del club Universidad de los Andes, con el que disputó la temporada de la Primera División 1996-1997. Luego de ello, transferido al Carabobo Fútbol Club en 1998. Al año siguiente, fue fichado por el Deportivo Cali de Colombia, que venía de ser campeón de la Categoría Primera A. Luego de la temporada correspondiente, regresó a militar nuevamente en la Universidad de los Andes, donde jugó la siguiente temporada de la Primera División. Terminó su carrera futbolística regresando al club de sus inicios, Estudiantes de Mérida, donde jugó la temporada 2000-2001.

### Selección nacional
Vistió la camiseta de la selección de fútbol de Venezuela por primera vez en 1993 al ser convocado para un amistoso con su similar de Colombia. En su siguiente compromiso, marcó su primer gol ante Perú, también en calidad de amistoso. 
Palencia integró la nómina oficial venezolana para la Copa América 1993, jugando los tres partidos frente a Ecuador, Uruguay y Estados Unidos. Frente a estos dos últimos rivales, realizó dos importantes asistencias de gol para José Luis Dolgetta y Miguel Echenausi, respectivamente. Luego del certamen sudamericano, disputó dos compromisas de la clasificatorias de la Conmebol para el Mundial de 1994, marcando un gol frente a Bolivia. Sin embargo, no sería convocado nuevamente sino hasta 1996, con ocasión de un amistoso ante Ecuador. Al año siguiente, disputó dos amistoso contra Jamaica y Costa Rica, marcando su tercer gol para Venezuela en este último encuentro. 
Volvió a integral la plantilla del combinado nacional para la Copa América 1997, y jugó los partidos frente a Bolivia y Perú. Ese mismo año, fue titular en dos juegos de las clasificatorias sudamericanas para el Mundial de 1998, siendo sus últimos con la «Vinotinto». En total, disputó 14 encuentros con el combinado nacional.